# 拉尔斯·韦尔德林
拉尔斯·韦尔德林（瑞典語：Lars Werdelin，1955年—）是一位瑞典古生物学家，专门研究哺乳类食肉动物的进化。他感兴趣的领域之一是非洲食肉动物和人族的进化相互作用。
他于1981年在斯德哥尔摩大学获得博士学位。